# Alphabet hébreu manuscrit
L'hébreu manuscrit (hébreu : כתב רהוט, ketav rahut = "écriture fluide") est une forme particulière de l'écriture hébraique. Elle provient de l'écriture ashkénaze, qui était en usage en Allemagne et en Pologne. Dans les années 1713-1715, parut à Amsterdam un manuel d'instructions pour les correspondances commerciales  en hébreu, qui fut imprimé en lettres manuscrites.
L'hébreu manuscrit est utilisé pour écrire le yiddish et l'hébreu, et se compose comme l'aleph-beit carré de 22 signes consonantiques, avec cinq formes de fin de mot spécifiques pour les lettres Kaf, Mem, Nun, Pe et Tsade. Les voyelles ne sont pas non plus écrites.
L'hébreu manuscrit est parfois appelé « hébreu cursif » ; cette appellation est trompeuse dans le sens où, contrairement à l'écriture française attachée ou à l'écriture arabe, les lettres d'un mot sont rarement liées les unes avec les autres, et restent isolées. La liaison des lettres n'est néanmoins pas la seule ni la principale caractéristique d'un alphabet cursif.[précision nécessaire]
Il existe aussi un autre alphabet hébreu manuscrit, d'origine sépharade, qui n'est plus utilisé de nos jours, le solitreo. 

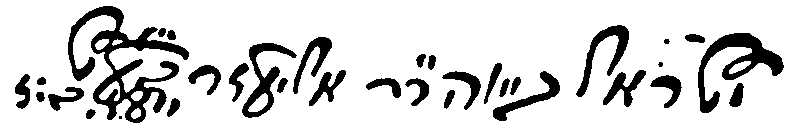
Signature du Baal Shem Tov

| Comparaison Hébreu carré / Hébreu manuscrit | Comparaison Hébreu carré / Hébreu manuscrit | Comparaison Hébreu carré / Hébreu manuscrit | Comparaison Hébreu carré / Hébreu manuscrit | Comparaison Hébreu carré / Hébreu manuscrit | Comparaison Hébreu carré / Hébreu manuscrit | Comparaison Hébreu carré / Hébreu manuscrit | Comparaison Hébreu carré / Hébreu manuscrit | Comparaison Hébreu carré / Hébreu manuscrit |
| ------------------------------------------- | ------------------------------------------- | ------------------------------------------- | ------------------------------------------- | ------------------------------------------- | ------------------------------------------- | ------------------------------------------- | ------------------------------------------- | ------------------------------------------- |
| א /                                         | ב /                                         | ג /                                         | ד /                                         | ה /                                         | ו /                                         | ז /                                         | ח /                                         | ט /                                         |
| י /                                         | כ /                                         | ך /                                         | ל /                                         | מ /                                         | ם /                                         | נ /                                         | ן /                                         | ס /                                         |
| ע /                                         | פ /                                         | ף /                                         | צ /                                         | ץ /                                         | ק /                                         | ר /                                         | ש /                                         | ת /                                         |

## Liens
- Mark Lidzbarsky: The Hebrew Alphabet Cursive Produite Script (Jewish Encyclopaedia)
- Hebrew (Omniglot)